# Триселенид диплутония
Триселенид диплутония — бинарное неорганическое соединение
плутония и селена
с формулой Pu2Se3,
чёрные кристаллы,
не растворяется в воде.

## Получение
- Медленное нагревание стехиометрических количеств чистых веществ:

{\displaystyle {\mathsf {2Pu+3Se\ {\xrightarrow {800^{o}C}}\ Pu_{2}Se_{3}}}}

## Физические свойства
Триселенид диплутония образует чёрные кристаллы
ромбической сингонии,
пространственная группа P bnm,
параметры ячейки a = 0,410 нм, b = 1,132 нм, c = 1,110 нм, Z = 4,
структура типа Sb2S3.
При температуре 800°С переходит в фазу
кубической сингонии,
пространственная группа I 43d,
параметры ячейки a = 0,87965 нм,
структура типа Th3P4.
Не растворяется в воде.

## Химические свойства
- Реагирует с тригидридом плутония с образованием селенида плутония:

{\displaystyle {\mathsf {2Pu_{2}Se_{3}+2PuH_{3}\ {\xrightarrow {1600^{o}C}}\ 4PuSe+3H_{2}}}}